# درغاه (مجلة)
درغاه (التركية: Dervish lodge) كانت مجلة أدبية محافظة صدرت خلال الأيام الأخيرة من الإمبراطورية العثمانية في إسطنبول من عام 1921 إلى عام 1922. وشهدت هذه الفترة احتلال إسطنبول من القوات الغربية، وكذلك حرب الاستقلال التركية.

## التاريخ والملف الشخصي
بدأت درغاه في إسطنبول عام 1921 على يد يحيى كمال وأحمد هاشم. كما شغل السابق منصب رئيس تحرير المجلة. صدر العدد الأول منها في 15 نيسان 1921 م، بعد شهر واحد من إعلان قوات الحلفاء احتلال إسطنبول. صدرت المجلة كل أسبوعين.
ومن بين المساهمين الرئيسيين في "درغاه" حسن علي يوجيل [الإنجليزية] وعبد الحق شناسي [الإنجليزية] اللذين كانا من أتباع الشعر الرمزي [الإنجليزية]. إن أحمد حمدي تانبينار، الروائي التركي البارز، بدأ مسيرته الأدبية في درغاه. كما ساهم في المجلة الكتاب والصحفيون التاليون: خالدة أديب أديفار ، نور الله أتاتش [الإنجليزية]، فالح رفقي أتاي ، فؤاد كوبرولو، ضياء كوكالب وحلمي ضياء أولكن [الإنجليزية]. بدأ السياسي المستقبلي فوزي لطفي كارا عثمان أوغلو [الإنجليزية] مسيرته الصحفية في المجلة. كان جميع هؤلاء الكتاب من المؤيدين لحرب الاستقلال، مما أدى إلى فرض الرقابة على بعض إصدارات المجلة من إدارة الحلفاء. كما دعموا أفكار الفيلسوف الفرنسي هنري برجسون، وأصبحت المجلة بمثابة الناطق باسم أتباعه الأتراك.
كانت "درغاه" بمثابة منصة فكرية عززت المحافظة التقليدية. كانت من بين الدوريات التركية المبكرة التي غطت مقالات عن التراث الشعبي.
أُغلقَت مجلة درغاه في 5 كانون الثاني 1922 بعد إصدار ما مجموعه اثنين وأربعين إصدارًا.